# Stara Synagoga w Słupsku
Stara Synagoga w Słupsku – pierwsza synagoga żydowskiej gminy w Słupsku, zbudowana w XIX wieku, przy ówczesnej Synagogenstrasse (obecnie ul. Waryńskiego). Synagoga przestała pełnić swoje funkcje w 1902 roku ze względu na wybudowanie nowej synagogi oraz ze względu na bliskie sąsiedztwo z domami publicznymi.